# Samir Barać
Samir Barać (Rijeka, 2. studenog 1973.), bivši hrvatski vaterpolist.

## Športska karijera
Igrač je Primorja iz Rijeke, u koje se vratio nakon dugogodišnjeg nastupanja za Bresciju (Italija). Igra na poziciji napadača. Nastupio je 176 puta za hrvatsku vaterpolsku reprezentaciju. Osvojio je zlatnu medalju na Europskom prvenstvu 2010. u Zagrebu, te dvije srebrne medalje u Firenzi i 2003. u Kranju. Sudjelovao je na Olimpijskim igrama 2000. u Sydneyju kao i na Olimpijskim igrama 2004, 2008 i 2012. Osvojio je zlatnu medalju na Svjetskom prvenstvu u Melbourneu 2007. Nakon što mu je istekao ugovor s Primorjem u svibnju 2013. (u 40. godini života) završio je igračku karijeru. U svojoj posljednjoj sezoni osvojio je kao igrač Primorja hrvatski kup i Jadransku ligu.

## Nagrade i priznanja
- Dobitnik je godišnje nagrade Grada Rijeke (dodijeljene 2011.) za sveukupan doprinos promociji vaterpolskog športa i grada Rijeke tijekom dugogodišnje uspješne igračke karijere.[2]